# Транспорт Бангладеш
Транспорт Бангладеш представлений автомобільним , залізничним , повітряним , водним (морським і річковим)  і трубопровідним , у населених пунктах  та у міжміському сполученні діє громадський транспорт пасажирських перевезень. Площа країни дорівнює 143 998 км² (95-те місце у світі). Форма території країни — складна, з компактною центральною частиною; максимальна дистанція з півночі на південь —750 км, зі сходу на захід — 460 км. Географічне положення Бангладеш дозволяє країні контролювати виходи до моря водними шляхами басейнів Ганга і Брахмапутри для країн Південної Азії.

## Автомобільний
Загальна довжина автошляхів у Бангладеш, станом на 2010 рік, дорівнює 21 269 км, з яких 2 021 км із твердим покриттям і 19 248 км без нього (106-те місце у світі).

## Залізничний
Загальна довжина залізничних колій країни, станом на 2014 рік, становила 2 460 км (65-те місце у світі), з яких 659 км широкої 1676-мм колії, 1 801 км вузької 1000-мм колії.

## Повітряний
У країні, станом на 2013 рік, діє 18 аеропортів (139-те місце у світі), з них 16 із твердим покриттям злітно-посадкових смуг і 2 із ґрунтовим. Аеропорти країни за довжиною злітно-посадкових смуг розподіляються так (у дужках окремо кількість без твердого покриття):
- довші за 10 тис. футів (>3047 м) — 2 (0);
- від 10 тис. до 8 тис. футів (3047-2438 м) — 2 (0);
- від 8 тис. до 5 тис. футів (2437—1524 м) — 6 (1);
- від 5 тис. до 3 тис. футів (1523—914 м) — 1 (0);
- коротші за 3 тис. футів (<914 м) — 5 (1)[1].

У країні, станом на 2015 рік, зареєстровано 6 авіапідприємств, які оперують 30 повітряними суднами. За 2015 рік загальний пасажирообіг на внутрішніх і міжнародних рейсах становив 2,9 млн осіб. За 2015 рік повітряним транспортом було перевезено 182,69 млн тонно-кілометрів вантажів (без врахування багажу пасажирів).
У країні, станом на 2013 рік, споруджено і діє 3 гелікоптерні майданчики.
Бангладеш є членом Міжнародної організації цивільної авіації (ICAO). Згідно зі статтею 20 Чиказької конвенції про міжнародну цивільну авіацію 1944 року, Міжнародна організація цивільної авіації для повітряних суден країни, станом на 2016 рік, закріпила реєстраційний префікс — S2, заснований на радіопозивних, виділених Міжнародним союзом електрозв'язку (ITU). Аеропорти Бангладеш мають літерний код ІКАО, що починається з — VG.

## Водний

### Морський
Головні морські порти країни: Читтагонг. Річний вантажообіг контейнерних терміналів (дані за 2011 рік): Читтагонг — 1,4 млн контейнерів (TEU).
Морський торговий флот країни, станом на 2010 рік, складався з 62 морських суден з тоннажем понад 1 тис. реєстрових тонн (GRT) кожне (64-те місце у світі), з яких: балкерів — 25, суховантажів — 28, танкерів для хімічної продукції — 1, контейнеровозів — 5, нафтових танкерів — 3.
Станом на 2010 рік, кількість морських торгових суден, що ходять під прапором країни, але є власністю інших держав — 8 (Китайської Народної Республіки — 1, Сінгапуру — 7); зареєстровані під прапорами інших країн — 10 (Коморських Островів — 1, Гонконгу — 1, Панами — 5, Сент-Вінсенту і Гренадин — 1, Сьєрра-Леоне — 1, Сінгапуру — 1).

### Річковий
Загальна довжина судноплавних ділянок річок і водних шляхів, доступних для суден з дедвейтом більше за 500 тонн, 2011 року становила 8 370 км (16-те місце у світі). 3 060 км довжина головного транспортного коридору. Цілорічно, не пересихаючи в сухий сезон, доступні лише 5 200 км.
Головні річкові порти країни: Монгла на річці Села.

## Трубопровідний
Загальна довжина газогонів у Бангладеш, станом на 2013 рік, становила 2 950 км.

## Державне управління
Держава здійснює управління транспортною інфраструктурою країни через міністерства дорожнього транспорту та мостів, залізниць і судноплавства. Станом на 1 грудня 2015 року в уряді Шейха Хасіни перше міністерство очолював Обайдул Квадір, друге Муджибул Хуг, третє Шахджахан Хан.

### Українською
- Атлас. 10-11 клас. Економічна і соціальна географія світу / упорядники :  О. Я. Скуратович, Н. І. Чанцева. — К. : ДНВП «Картографія», 2010. — ISBN 978-966-475-639-3.
- Атлас світу / голов. ред. І. С. Руденко ; зав. ред. В. В. Радченко ; відп. ред. О. В. Вакуленко. — К. : ДНВП «Картографія», 2005. — 336 с. — ISBN 9666315467.
- Безуглий В. В. Економічна і соціальна географія зарубіжних країн : Навчальний посібник. — К. : ВЦ «Академія», 2007. — 704 с. — ISBN 978-966-580-239-6.
- Безуглий В. В., Козинець С. В. Регіональна економічна і соціальна географія світу : Навчальний посібник. — видання 2-ге, доп., перероб. — К. : ВЦ «Академія», 2007. — 688 с. — ISBN 966-580-144-9.
- Головченко В., Кравчук О. Країнознавство: Азія, Африка, Латинська Америка, Австралія і Океанія. — К., 2006. — 335 с. — ISBN 966-8939-04-2.
- Дахно І. І. Країни світу: Енциклопедичний довідник / І. І. Дахно, С. М. Тимофієв. — К. : Мапа, 2011. — 606 с. — (Бібліотека нового українця) — ISBN 978-966-8804-23-6.
- Дахно І. І. Економічна географія зарубіжних країн : навчальний посібник. — К. : Центр учбової літератури, 2014. — 319 с. — ISBN 978-611-01-0682-5.
- Дорошенко В. І. Географія транспорту : Навчальний посібник / В. І. Дорошенко, К. Д. Діденко. — К. : Київський нац. ун-т ім. Т. Шевченка, 2010. — 183 с. — ISBN 978-966-439-329-1.
- Дубович І. А. Країнознавчий словник-довідник. — 5-те вид., перероб. і доп. — К. : Знання, 2008. — 839 с. — ISBN 978-966-346-330-8.
- Економічна і соціальна географія країн світу : Навчальний посібник / За ред. С. П. Кузика. — Л. : Світ, 2002. — 672 с. — ISBN 966-603-178-7.
- Зарубіжна транспортна географія : навчальний посібник / уклад. : Петрашевський О. Л. и др. — К. : Національний транспортний університет, 2015. — 95 с. — ISBN 978-966-632-227-5.
- Ігнатьєв П. М. Країнознавство: Країни Азії. — Ч. : Книги-ХХІ, 2004. — 383 с. — ISBN 966-8029-53-4.
- Книш М. М., Мамчур О. І. Регіональна економічна і соціальна географія світу (Латинська Америка та Карибські країни, Африка, Азія, Океанія) : навч. посіб. — Л. : ЛНУ ім. Івана Франка, 2013. — 368 с. — ISBN 978-617-10-0007-0.
- Юрківський В. М. Регіональна економічна і соціальна географія. Зарубіжні країни : Підручник. — К. : Либідь, 2001. — 416 с. — ISBN 966-06-0092-5.

### Англійською
- (англ.) Modern Transport Geography / Hoyle, B. and R. Knowles (eds). — Second Edition,. — London : Wiley, 1998.
- (англ.) Rodrigue, J-P. The Geography of Transport Systems. — Fourth Edition. — N. Y. : Routledge, 2017. — 440 с. — ISBN 978-1138669574.
- (англ.) Taaffe E. J., Gauthier H. L. and O'Kelly M. E. Geography of transportation. — Second Edition. — N. Y. : Prentice Hall, 1996. — ISBN 0-13-368572-1.
- (англ.) Black, W. Transportation: A Geographical Analysis. — N. Y. : Guilford, 2003.

### Російською
- (рос.) Максаковский В. П. Географическая картина мира. Книга I: Общая характеристика мира. — М. : Дрофа, 2008. — 495 с. — ISBN 978-5-358-05275-8.
- (рос.) Максаковский В. П. Географическая картина мира. Книга II: Региональная характеристика мира. — М. : Дрофа, 2009. — 480 с. — ISBN 978-5-358-06280-1.
- (рос.) Физико-географический атлас мира. — М. : Академия наук СССР и главное управление геодезии и картографии ГГК СССР, 1964. — 298 с.
- (рос.) Шаповал Н. С. Транспортная география и транспортные системы мира : учебное пособие. — К. : Центр учбової літератури, 2006. — 188 с. — ISBN 000-0000-00-4.
- (рос.) Экономическая, социальная и политическая география мира. Регионы и страны / под ред. С. Б. Лаврова, Н. В. Каледина. — М. : Гардарики, 2002. — 928 с. — ISBN 5-8297-0039-5.
- (рос.) Энциклопедия стран мира / глав. ред. Н. А. Симония. — М. : НПО «Экономика» РАН, отделение общественных наук, 2004. — 1319 с. — ISBN 5-282-02318-0.